# Nyamzom
Nyamzom ou Nyamzomg est un village du Cameroun, situé dans l'arrondissement (commune) de Deuk, le département du Mbam-et-Inoubou et la région du Centre.

## Population
En 1964, Nyamzom comptait 215 habitants, principalement des Balom. Lors du recensement de 2005, on y a dénombré 355 personnes.